# Pobrežje
 Ovo je glavno značenje pojma Pobrežje. Za druga značenja pogledajte Pobrežje (razdvojba).
Pobrežje je dubrovačko prigradsko naselje u Dubrovačko-neretvanskoj županiji.

## Zemljopisni položaj
Pobrežje se nalazi u dubrovačkom zaleđu, uz lokalnu cestu koja od Mokošice vodi prema Osojniku i odlagalištu smeća Grabovica u blizini granice s Bosnom i Hercegovinom. Od Dubrovnika je udaljen oko 5 km sjeverozapadno.

## Povijest
Tijekom Domovinskog rata Pobrežje je bilo važno uporište obrane Dubrovnika.
Nakon okupacije neprijateljska vojska je popalila i opljačkala gotovo sve objekte na Pobrežju.

## Gospodarstvo
Pobrežje je gospodarski nerazvijeno prigradsko naselje. Stanovništvo se uglavnom bavi poljodjelstvom i stočarstvom. U neposrednoj blizini mjesta, u malenom zaseoku Knezovi, nalazi se jedna od najvećih klaonica stoke na ovom području.
U tijeku je gradnja autoceste A1 koja od Zagreba preko Splita i Ploča vodi do Dubrovnika, a čiji završetak će se nalazit u blizini Pobrežja, pa se očekuje da će ovo naselje doživjeti gospodarski procvat.

## Stanovništvo
Prema popisu stanovnika iz 2011. godine u Pobrežju obitava 118 stanovnika hrvatske nacionalnosti i katoličke vjeroispovjesti.
| broj stanovnika |       |       | 35    | 44    | 47    | 46    |       |       | 33    | 31    | 32    | 40    |       |       | 89    | 118   | 169   |
|                 | 1857. | 1869. | 1880. | 1890. | 1900. | 1910. | 1921. | 1931. | 1948. | 1953. | 1961. | 1971. | 1981. | 1991. | 2001. | 2011. | 2021. |

## Promet
Pobrežje je prometno povezano s Dubrovnikom redovitom autobusnom linijom prometnog poduzeća Libertas.